# بیمارستان آلبرت شوایتزر
بیمارستان آلبرت شوایتسر (به انگلیسی: Albert Schweitzer Hospital) بیمارستانی خیریه در گابن است که در سال ۱۹۱۳ میلادی، توسط آلبرت شوایتسر ساخته شد. وی هدف از تأسیس این بیمارستان را جبران گذشته سیاه قدرت‌های استعمارگر اروپایی در آفریقا خوانده‌بود.